# Whalsay
Whalsay (becenevén Bonnie Isle) a skóciai Shetland-szigetek fő csoportjának egyik szigete. Ez a sziget halászati ágazatának központja. Neve a viking időkből származik: a Hvals-oy Bálna-szigetet jelent.

## Földrajz
A sziget 8 km hosszú és 2 km széles; 23 km²-es területével Shetland hatodik legnagyobb szigete. Legmagasabb pontja a 120 m magas Ward of Clett, ahonnan belátható Shetland keleti partvidéke.
Gazdag élővilágának legjellegzetesebb tagjai a madarak, a fókák és a vadvirágok. A környező vizekben gyakran láthatók barna delfinek, de előfordulnak más delfinek, illetve csukabálna és kardszárnyú delfin is.

## Történelem
A sózott hal kereskedelme évszázadokig a német Hanza-kereskedők kezében volt; az árut minden nyáron hajóval szállították Hamburg, Lübeck és Bréma kikötőibe. A Hanzának két raktára állt a szigeten, de Anglia és Skócia 1707-es egyesítése után a vámok miatt távozni kényszerültek.

## Közlekedés
Symbistert viszonylag sűrűn közlekedő kompjárat köti össze a mainlandi Laxóval. Az út 25 percet vesz igénybe.

## Sport
Itt található Nagy-Britannia legészakibb golfpályája.